# Нова Білоярка
Нова Білоя́рка (рос. Новая Белоярка) — присілок у складі Катайського району Курганської області, Росія. Входить до складу Верхньотеченської сільської ради.
Населення — 12 осіб (2010, 62 у 2002).
Національний склад станом на 2002 рік: росіяни — 79 %.